# Claudia Losch
Claudia Losch (Herne, 10 de janeiro de 1960) é uma atleta e campeã  olímpica alemã.
Especialista no arremesso de peso, conquistou a medalha de ouro em Los Angeles 1984, competindo pela então Alemanha Ocidental, com a marca de 20,27m. Ela também  venceu o campeonato alemão indoor em 1983, 1984, 1987, 1988 e 1989 e foi campeã alemã absoluta da prova de 1982 a 1990, nove vezes consecutivas.
Sua melhor marca pessoal na modalidade é de 22,19m, conquistada em 1987.